# Campeonato Europeo de Tiro con Arco en Sala de 2015
El XV Campeonato Europeo de Tiro con Arco en Sala se celebró en Koper (Eslovenia) entre el 24 y el 28 de febrero de 2015 bajo la organización de la Unión Europea de Tiro con Arco (WAE) y la Federación Eslovena de Tiro con Arco.
Las competiciones se realizaron en la Arena Bonifika de la ciudad eslovena.

## Resultados

### Masculino
| Evento                            | Oro                                                                    | Plata                                                              | Bronce                                                            |
| --------------------------------- | ---------------------------------------------------------------------- | ------------------------------------------------------------------ | ----------------------------------------------------------------- |
| Arco recurvo individual (28.02)   | Heorhi Ivanytsky · Ucrania                                             | Massimiliano Mandia · Italia                                       | Felix Wieser · Alemania                                           |
| Arco recurvo por equipo (27.02)   | Rick van der Ven · Sjef van den Berg · Jan van Tongeren · Países Bajos | Massimiliano Mandia · Matteo Fissore · Marco Morello · Italia      | Alexandr Kozhin · Bair Tsybekdorzhiyev · Alexei Nikolayev · Rusia |
| Arco compuesto individual (28.02) | Sergio Pagni · Italia                                                  | Stephan Hansen Dinamarca                                           | Mike Schloesser · Países Bajos                                    |
| Arco compuesto por equipo (27.02) | Mike Schloesser · Peter Elzinga · Ruben Bleyendaal · Países Bajos      | Pierre-Julien Deloche Sébastien Peineau Sébastien Brasseur Francia | Martin Damsbo Stephan Hansen Andreas Darum Dinamarca              |

### Femenino
| Evento                            | Oro                                                              | Plata                                                           | Bronce                                                                          |
| --------------------------------- | ---------------------------------------------------------------- | --------------------------------------------------------------- | ------------------------------------------------------------------------------- |
| Arco recurvo individual (28.02)   | Veronika Haidn-Tschalova · Alemania                              | Jatuna Narimanidze Georgia                                      | Lisa Unruh · Alemania                                                           |
| Arco recurvo por equipo (27.02)   | Lisa Unruh · Veronika Haidn-Tschalova · Karina Winter · Alemania | Yuliya Lobzhenidze Kristine Esebua Jatuna Narimanidze Georgia   | Giulia Mammi · Manuela Mercuri · Chiara Rebagliati · Italia                     |
| Arco compuesto individual (28.02) | Sarah Prieels · Bélgica                                          | Natalia Avdeyeva · Rusia                                        | Anastasia Anastasio · Italia                                                    |
| Arco compuesto por equipo (27.02) | Natalia Avdeyeva · Mariya Vinogradova · Albina Loguinova · Rusia | Anastasia Anastasio · Marcella Tonioli · Viviana Spano · Italia | Inge van Caspel · Martine Couwenberg · Inge Enthoven-Mokkenstorm · Países Bajos |